# COME ON!/ドレミファソライロ
「COME ON!/ドレミファソライロ」は、Dream5の9枚目のシングル。2013年2月6日にavex traxから発売された。

## 概要
- 両A面シングルは「READY GO!!/Wake Me Up!」から以来約5か月ぶりであり、3枚目である。
- 「COME ON!」は、自身出演のアキレス「瞬足」のCMソング。
- 「ドレミファソライロ」は、テレビ東京系アニメ『たまごっち!〜ゆめキラドリーム〜』のオープニングテーマ。
- 「Believe」は、Folder5の同名曲のカバー。

## 収録曲

### 通常盤
CD
1. COME ON! [4:35]
作詞：leonn・桑谷実沙、作曲：桑谷実沙、編曲：ats-
2. ドレミファソライロ [3:29]
作詞：leonn、作曲・編曲：日比野裕史
3. Believe [3:34]
作詞：谷穂チロル、作曲：GROOVE SURFERS、編曲：渡辺徹・清水武仁
4. COME ON!（Instrumental）[4:35]
5. ドレミファソライロ（Instrumental）[3:29]
6. Believe（Instrumental）[3:31]

DVD
1. COME ON!（Music video）
2. ドレミファソライロ（Music video）
3. ダンストラックPartIII
4. COME ON!（振りビデオ）
5. ドレミファソライロ（振りビデオ）
6. Believe（振りビデオ）

### mu-moショップ限定盤
CD
1. COME ON!
2. ドレミファソライロ
3. ドリ5学園生活ラジオドラマ[注釈 1]

## タイアップ
| 曲名               | タイアップ先                                            |
| ------------------ | ------------------------------------------------------- |
| COME ON!           | アキレス「瞬足」CMソング                                |
| ドレミファソライロ | たまごっち! 〜ゆめキラドリーム〜第1期オープニングテーマ |